# Масапрофољио (Мачерата)
Масапрофољио (итал. Massaprofoglio) насеље је у Италији у округу Мачерата, региону Марке.
Према процени из 2011. у насељу је живело 37 становника. Насеље се налази на надморској висини од 785 м.